# Olivier Guez
Olivier Guez (Strasburgo, 15 giugno 1974) è uno scrittore, giornalista e sceneggiatore francese.

## Biografia
Nato a Strasburgo nel 1974, collabora con i quotidiani Le Monde e New York Times, e con il settimanale Le Point.
Dopo gli studi all'Istituto di studi politici di Strasburgo, alla London School of Economics and Political Science e al Collegio d'Europa di Bruges, è stato corrispondente indipendente presso molti media internazionali realizzando reportage in America Latina, Europa e Medio Oriente.
Autore di saggi storico-politici, ha esordito nella narrativa nel 2014 con il romanzo Les Révolutions de Jacques Koskas e nel 2016 ha vinto il Deutscher Filmpreis per la migliore sceneggiatura assieme al regista Lars Kraume.
Con il suo romanzo La scomparsa di Josef Mengele incentrato sulla fuga e vita sotto mentite spoglie del criminale di guerra tedesco Josef Mengele è stato insignito del Premio Renaudot nel 2017.

## Opere

### Romanzi
- Les Révolutions de Jacques Koskas (2014)
- La scomparsa di Josef Mengele (La Disparition de Josef Mengele, 2017), Vicenza, Neri Pozza, 2018, traduzione di Margherita Botto, ISBN 978-88-545-1604-5.

### Saggi
- La Grande Alliance. De la Tchétchénie à l'Irak, un nouvel ordre mondial, con Frédéric Encel (2003).
- L’Impossible Retour. Une histoire des Juifs en Allemagne depuis 1945 (2007).
- La caduta del muro (La Chute du mur, 2009), con Jean-Marc Gonin, Milano, Bompiani, 2009, traduzione di Marco Marinelli, ISBN 978-88-452-6339-2.
- American Spleen. Un voyage d'Olivier Guez au cœur du déclin américain (2012).
- Elogio della finta (Éloge de l’esquive, 2014), Vicenza, Neri Pozza, 2018, traduzione di Margherita Botto, ISBN 978-88-545-1801-8.
- Nel paese dell'aquilone cosmico (Petites passes, petites passes), Vicenza, Neri Pozza, 2022, traduzione di Margherita Botto, ISBN 978-88-545-2373-9.

## Filmografia
- Lo Stato contro Fritz Bauer (Der Staat gegen Fritz Bauer) (2015), regia di Lars Kraume (sceneggiatura).

## Riconoscimenti
- Deutscher Filmpreis: 2016 vincitore per la migliore sceneggiatura con Lars Kraume per Lo Stato contro Fritz Bauer
- Premio Renaudot: 2017 vincitore per La scomparsa di Josef Mengele
- Prix Landerneau: 2017 finalista per La scomparsa di Josef Mengele